# Stygimys
Stygimys − rodzaj wymarłego ssaka z rzędu wieloguzkowców, zamieszkującego na przełomie późnej kredy i paleocenu Amerykę Północną. Nazwa Stygimys pochodzi od Styksu − rzeki, która według mitologii greckiej płynęła w Hadesie − zaświatach.

## Gatunki
- Stygimys japseni − zamieszkiwał Montanę, ważył ok. 90 g. Nazywany także Eucosmodon sparus, Eucosmodon jepseni oraz Parectypodus jepseni. Uważany jest za potomka Stygimys kuszmauli.
- Stygimys kuszmauli − ważył ok. 300 g, zamieszkiwał Wyoming i Montanę. Znany jest także pod nazwami: Catopsalis, Cimexomys gratus, Eucosmodon gratus, Eucosmodon kuszmauli, Stygimys gratus.
- Stygimys geihardi − być może był potomkiem Stygimys kuszmauli, zamieszkiwał Nowy Meksyk. Znany także jako Eucosmodon teilhardi.